# Liste der Kulturdenkmale in Obergohlis
Die Liste der Kulturdenkmale in Obergohlis umfasst die Kulturdenkmale der Dresdner Gemarkung Obergohlis basierend auf dem Themenstadtplan Dresden, auf dem sämtliche bis Januar 2006 vom Landesamt für Denkmalpflege Sachsen erfassten Kulturdenkmale vermerkt sind.
Die Anmerkungen sind zu beachten.
Diese Liste ist eine Teilliste der Liste der Kulturdenkmale in Dresden. 

Diese Liste ist eine Teilliste der Liste der Kulturdenkmale in Sachsen.

## Legende
- Bild: Bild des Kulturdenkmals, ggf. zusätzlich mit einem Link zu weiteren Fotos des Kulturdenkmals im Medienarchiv Wikimedia Commons. Wenn man auf das Kamerasymbol klickt, können Fotos zu Kulturdenkmalen aus dieser Liste hochgeladen werden:
- Bezeichnung: Denkmalgeschützte Objekte und ggf. Bauwerksname des Kulturdenkmals
- Lage: Straßenname und Hausnummer oder Flurstücknummer des Kulturdenkmals. Die Grundsortierung der Liste erfolgt nach dieser Adresse. Der Link (Karte) führt zu verschiedenen Kartendiensten mit der Position des Kulturdenkmals. Fehlt dieser Link, wurden die Koordinaten noch nicht eingetragen. Sind diese bekannt, können sie über ein Tool mit einer Kartenansicht einfach nachgetragen werden. In dieser Kartenansicht sind Kulturdenkmale ohne Koordinaten mit einem roten bzw. orangen Marker dargestellt und können durch Verschieben auf die richtige Position in der Karte mit Koordinaten versehen werden. Kulturdenkmale ohne Bild sind an einem blauen bzw. roten Marker erkennbar.
- Datierung: Baubeginn, Fertigstellung, Datum der Erstnennung oder grobe zeitliche Einordnung entsprechend des Eintrags in der sächsischen Denkmaldatenbank
- Beschreibung: Kurzcharakteristik des Kulturdenkmals entsprechend des Eintrags in der sächsischen Denkmaldatenbank, ggf. ergänzt durch die dort nur selten veröffentlichten Erfassungstexte oder zusätzliche Informationen
- ID: Vom Landesamt für Denkmalpflege Sachsen vergebene, das Kulturdenkmal eindeutig identifizierende Objekt-Nummer. Der Link führt zum PDF-Denkmaldokument des Landesamtes für Denkmalpflege Sachsen. Bei ehemaligen Kulturdenkmalen können die Objektnummern unbekannt sein und deshalb fehlen bzw. die Links von aus der Datenbank entfernten Objektnummern ins Leere führen. Ein ggf. vorhandenes Icon  führt zu den Angaben des Kulturdenkmals bei Wikidata.

## Liste der Kulturdenkmale in Obergohlis
| Bild           | Bezeichnung                                                                             | Lage                               | Datierung                                            | Beschreibung | ID       |
| -------------- | --------------------------------------------------------------------------------------- | ---------------------------------- | ---------------------------------------------------- | --- | -------- |
| Weitere Bilder | Schule zu Gohlis (ehem.)                                                                | Cossebauder Straße 4 (Karte)       | bez. 1895–1902 (Schule)                              | Schule (ehem.); heute Vereinshaus, zeittypischer Schulbau der Jahrhundertwende, schlichte, historisierende Putzfassade, Eingang betont durch dominierenden Mittelrisalit, baugeschichtlich und stadtteilgeschichtlich von Bedeutung | 09275265 |
| Weitere Bilder | Gasthof Gohlis (ehem.)                                                                  | Elbstraße 1 (Karte)                | vor 1784 (Gasthof)                                   | Gasthof (ehem.) mit Inschrifttafel; ortsbildprägendes Gebäude mit Fachwerkobergeschoss, Inschrift: Anno 1784 den 1. März ist der Elbstrohm bis an den Strich gestanden, Anlage als Zeugnis ländlicher Architektur und Volksbauweise seiner Zeit baugeschichtlich bedeutend und als Teil des historischen Dorfkerns von Gohlis und als ehemaliger Gasthof bedeutend für die Ortsgeschichte | 09275266 |
| Weitere Bilder | Wohnhaus eines ehemaligen Bauernhofes, mit Einfriedung                                  | Elbstraße 3 (Karte)                | bez. 1864 (Bauernhaus)                               | repräsentativer, traufständiger Putzbau mit Walmdach, Anlage als Zeugnis ländlicher Architektur seiner Zeit baugeschichtlich bedeutend und als Teil des historischen Dorfkerns von Gohlis zudem von Belang für die Ortsgeschichte | 09275267 |
| Weitere Bilder | Einfriedungsmauern an Elbstraße und Windmühlenweg als Schutz gegen Hochwasser errichtet | Elbstraße 9; 13; 15; 17a (Karte)   | 19. Jh. (Einfriedung)                                | an der Elbstraße mit Unterbrechungen, am Windmühlenweg durchgehend, Bedeutung für Ortsgeschichte und Ortsbild von Gohlis | 09275527 |
|                | Gärtnereihäuschen                                                                       | Gartenstraße 5 (Karte)             | 1890er Jahre (Gärtneranwesen)                        | charakteristisches Zeugnis für die zahlreichen Gärtnereien, die einen wichtigen Erwerbszweig des Ortes bildeten und der Straße 1907 ihren Namen gaben, zeittypisches Gebäude vom Ende des 19. Jahrhunderts mit Putzfassade, Einfassung der Fenster mit Klinker, baugeschichtlich bedeutend                                                                                                | 09275289 |
| Weitere Bilder | Wohnstallhaus und Seitengebäude eines ehemaligen Bauernhofes                            | Gartenstraße 7 (Karte)             | bez. 1863 (Wohnstallhaus); 1911–1912 (Seitengebäude) | heute Wohnanlage, Seitengebäude mit Kumthalle, repräsentative, ländliche Bauten der zweiten Hälfte des 19. und frühen 20. Jahrhunderts, baugeschichtlich und ortsgeschichtlich bedeutend | 09275288 |
| Weitere Bilder | Wohnstallhaus und Torbogen eines ehemaligen Dreiseithofes                               | Gartenstraße 23a; 23b; 23c (Karte) | bez. 1806 (Wohnstallhaus)                            | massiver, teilweise verputzter Bau mit Satteldach, Zeugnis ländlicher Architektur und Volksbauweise, baugeschichtlich und ortsgeschichtlich bedeutend | 09275287 |
| Weitere Bilder | Wohnstallhaus, Scheune und Seitengebäude mit Kumthalle und Schuppen eines Vierseithofes | Gartenstraße 25; 25a (Karte)       | 1847, Inschrift (Wohnstallhaus)                      | heute Wohnanlage, als repräsentatives Zeugnis ländlicher Architektur und Volksbauweise seiner Zeit baugeschichtlich bedeutend und als Teil des historischen Dorfkerns von Gohlis zudem von Belang für die Ortsgeschichte | 09275199 |
| Weitere Bilder | Zwei Wohnhäuser und Seitengebäude mit Kumthalle eines ehemaligen Vierseithofes          | Gartenstraße 31 (Karte)            | 18. Jh. (Vierseithof)                                | heute Wohnanlage, als repräsentatives Zeugnis ländlicher Architektur und Volksbauweise seiner Zeit baugeschichtlich bedeutend und als Teil des historischen Dorfkerns von Gohlis zudem von Belang für die Ortsgeschichte | 09275198 |
| Weitere Bilder | Gemeindeamt Gohlis (ehem.)                                                              | Gartenstraße 66 (Karte)            | bez. 1927 (Gemeindeamt)                              | Gemeindeamt (ehem.) mit Einfriedung; heute Wohnhaus, zeittypischer Bau der 1920er Jahre, dominiert von ausgebautem Mansarddach und Eckturm, schlichte Putzfassade, baugeschichtlich und ortsgeschichtlich von Bedeutung | 09275197 |
| Weitere Bilder | Villa                                                                                   | Gohliser Weg 13 (Karte)            | 1927 (Villa)                                         | zeittypischer, repräsentativer Putzbau mit Walmdach, Schmuckgiebel und zurückhaltender Fassadengestaltung, charakteristisches Beispiel der Reformarchitektur aus dem zweiten Viertel des 20. Jahrhunderts, vor allem baugeschichtlich von Belang | 09275229 |
| Weitere Bilder | Wohnstallhaus, Scheune und Seitengebäude mit Kumthalle und Schuppen eines Vierseithofes | Grüner Weg 18c; 18d (Karte)        | 1847, Inschrift (Wohnstallhaus)                      | heute Wohnanlage, als repräsentatives Zeugnis ländlicher Architektur und Volksbauweise seiner Zeit baugeschichtlich bedeutend und als Teil des historischen Dorfkerns von Gohlis zudem von Belang für die Ortsgeschichte | 09275199 |
| Weitere Bilder | Bauernhaus mit Scheune und Teil der Hofmauer                                            | Windmühlenweg 1 (Karte)            | bez. 1695 (Bauernhaus)                               | ersteres mit markantem Fachwerkobergeschoss, Anbau und Satteldach, weitgehend authentisch erhaltene Anlage, als Zeugnis ländlicher Architektur und Volksbauweise ihrer Zeit baugeschichtlich bedeutend und als Teil des historischen Dorfkerns von Gohlis zudem von Belang für die Ortsgeschichte                                                                                         | 09275284 |
| Weitere Bilder | Bauernhaus mit niedrigerem Anbau und Einfriedungsmauer                                  | Windmühlenweg 4 (Karte)            | 1. Hälfte 19. Jahrhundert (Bauernhaus)               | massiver, verputzter Bau mit Satteldach, zugewandter Giebel holzverschalt, Anlage als Zeugnis ländlicher Architektur und Volksbauweise ihrer Zeit baugeschichtlich bedeutend und als Teil des historischen Dorfkerns von Gohlis zudem von Belang für die Ortsgeschichte | 09275281 |
| Weitere Bilder | Einfriedungsmauern an Elbstraße und Windmühlenweg als Schutz gegen Hochwasser errichtet | Windmühlenweg 4; 6 (bei) (Karte)   | 19. Jh. (Einfriedung)                                | an der Elbstraße mit Unterbrechungen, am Windmühlenweg durchgehend, Bedeutung für Ortsgeschichte und Ortsbild von Gohlis | 09275527 |
| Weitere Bilder | Bauernhaus                                                                              | Windmühlenweg 5 (Karte)            | 18. Jh. (Bauernhaus)                                 | Obergeschoss und Giebel holzverschalt, als Teil des historischen Dorfkerns von Gohlis für das Ortsbild bedeutend | 09275282 |
|                | Scheune                                                                                 | Windmühlenweg 9 (Karte)            | 18. Jh. (Scheune)                                    | eintorig und aus verputzten Sandsteinquadern, als Zeugnis ländlicher Architektur und Volksbauweise ihrer Zeit baugeschichtlich bedeutend und als Teil des historischen Dorfkerns von Gohlis zudem von Belang für die Ortsgeschichte | 09275268 |
| Weitere Bilder | Gohliser Windmühle                                                                      | Windmühlenweg 17 (Karte)           | 1828–1832 (Mühle)                                    | Turmholländer; massiver Bau mit Mahlwerk und drehbarer Haube, weithin sichtbare Windmühle des ehemaligen Gutes, Rest der ehemals vorhandenen Schankwirtschaft von 1864 mit erhaltenen Kellergewölben, baugeschichtlich, ortsgeschichtlich, technikgeschichtlich und landschaftsgestalterisch bedeutend.                                                                                   | 09275285 |

## Ehemalige Kulturdenkmale
| Bild                                    | Bezeichnung | Lage                   | Datierung | Beschreibung | ID |
| --------------------------------------- | ----------- | ---------------------- | --------- | ------------ | -- |
| Direkt Bild zu diesem Denkmal hochladen | Wohnhaus    | Gartenstraße 1 (Karte) |           |              |    |

## Ausführliche Denkmaltexte
1. ↑  
Die Gohliser Windmühle wurde 1828–1832 an Stelle einer älterer Bockwindmühle errichtet. Sie zeigt einen kegelstumpfförmigen Baukörper. Seit 1864 verfügte die Mühle über das Schankrecht und war mit einer großen Wirtschaft ausgestattet. Nach massiven Bauschäden des bis 1914 der Müllerei dienenden Gebäudes in der ersten Hälfte des 20. Jahrhunderts, wurde es 1953–1955 und 1982/83 sowie 2006/07 umfangreich restauriert. Heute wird die Mühle als Schauanlage mit teilweise originaler Mahleinrichtung genutzt. Sie besteht aus Bruchstein mit Sandsteingewänden und zeigt oben runde, in der Mitte halbrunde Fensteröffnungen und im Erdgeschoss Türen. Auffällige sind die Tragkonsolen der Galerie mit Rautenmotiven. Die Galerie wurde erneuert. Im Erdgeschoss befindet sich heute ein Gastraum. Der erste Stock (Rüststube) darüber wird vom Bockgerüst mit der Lagerung der Königswelle und der hölzernen Zahnradübersetzung auf die Mahlgänge im zweiten Stock, auch Mahlstube, dominiert. Die Königswelle reicht bis in die Radstube, wo sie von Flügelwelle, Kammrad und Haupttriebrad bewegt wird. In der Mahlstube, finden sich die Reste zweier Mahlgänge (Grobmahlgang/Sandstein; Feinmahlgang/Selenit), ein Mahlsichter und ein Steinkran/Steingalgen. Der dritte Stock, die Radstube, beherbergt neben Flügelwelle, Kammrad und Haupttriebantriebsrad noch das Krühwerk, durch das die Haube in den Wind gedreht werden kann. Königswelle (Kiefer), Flügelwelle, Krühwerk sowie Teile der Dielen in der Mahlstube sind original erhalten. Die Flügel wie auch andere technische Ausrüstungsgegenstände wurden erneuert oder sind aus anderen Mühlen übernommen worden. Die Denkmaleigenschaft der Mühle im Dresdner Stadtteil Gohlis ergibt sich zum einen aus ihrem exemplarischen Wert für die die Entwicklung der in Deutschland weit verbreiteten Müllerei mit Turmholländer-Mühlen insbesondere im 19. Jahrhundert sowie zum anderen aus deren Seltenheitswert. Sie gehört zu den wenigen Windmühlen in Sachsen, die sich noch mit großen Teilen der Ausstattung erhalten hat und dadurch die Funktionsweise mehr als andere derartige Objekte anschaulich vermitteln kann. Hinzu kommt die landschaftsgestalterisch Bedeutung, die sie als weithin sichtbare Landmarke besitzt.
um 1867 Anbau einer Gaststätte, Mahlbetrieb 1914 eingestellt, 1925 saniert und erweitert, nach 1945 Verfall, in den 1970er Jahren Abriss der Gaststätte, Mühle zeitweilig als Bezirksschule der FDJ und als Ferienlager genutzt, bis 1961 auch Museum, 1983 rekonstruiert, 2001 privatisiert und erneute Einrichtung von Gaststätte und Museum, seit 2003 mit Biergarten, 2006–2007 Sanierung.